# Michael Bradley (baloncestista)
Michael Thomas Bradley (Worcester, Massachusetts; 18 de abril de 1979) es un exjugador de baloncesto estadounidense que disputó cinco temporadas en la NBA. Con 2,08 metros de estatura jugaba en las posiciones de ala-pívot y pívot.

## Trayectoria deportiva

### Universidad
Después de jugar en el Burncoat High School, Michael aceptó escolarizarse para jugar al baloncesto en la Universidad de Kentucky. Allí pasó dos temporadas antes de cambiarse a la Universidad de Villanova. En Kentucky estableció el récord de porcentaje de tiro en una temporada (65,7%). En su nueva etapa con Villanova Wildcats fue titular y pasó de los 9,8 puntos y 4,9 rebotes de su año sophomore con Kentucky a promediar 20,8 puntos, 9,8 rebotes y 2,6 asistencias, además de tener el mejor porcentaje de tiro del país. Con Villanova logró el mejor balance de su historia (64% de triunfos). Fue incluido en el Mejor Quinteto de la Big East.
En su haber esta el poseer el segundo mejor porcentaje de tiro de la historia en la NCAA, un 66,7% que acumuló en sus tres años de universidad. El primero es Steve Johnson, de Oregon State Beavers con 66,8% durante su carrera.

### Profesional

#### NBA
Bradley fue seleccionado por Toronto Raptors en el 17.º puesto de la 1.ª ronda del Draft de la NBA de 2001, cuando le restaba un año para acabar el ciclo universitario. En su año rookie promedió 1.2 puntos y 0.9 rebotes. Sus números mejoraron en la temporada 2002/03, con 5 puntos y 6,1 rebotes en 20 minutos. Frente a Detroit Pistons llegó su mejor partido en anotación, con 16 puntos.
La temporada 2003/04 empezó con mal pie para Bradley. Cuando tenía ante sí la oportunidad de refrendar esas buenas sensaciones que había ofrecido la temporada anterior, comenzó desafortunadamente la temporada lesionado con una tendinitis en la rodilla derecha que le obligó a perderse los primeros 55 partidos. Reapareció en marzo pero a los cinco partidos fue cortado por los Raptors. Una semana después firmó con Atlanta Hawks con los que jugó once partidos con pobres promedios de 1,1 puntos y 1,1 rebotes por partido.
En la temporada 2004/05, Bradley pasó por tres equipos, Orlando Magic, Sacramento Kings y Philadelphia 76ers. En los Sixers continuó hasta la temporada 2004/05, donde firmó 1,5 puntos y 2,3 rebotes. 

#### Europa
Para la 2006/07 fichó por el Bruesa GBC de la liga ACB. Tras una campaña allí fichó por el ALBA Berlin en agosto, pero fue cortado en noviembre. En ese mismo mes, firmó por el Zalgiris Kaunas lituano, donde pasó bastante tiempo lesionado. Promedió 7 puntos y 4,9 rebotes en siete partidos. Salió de allí cuando en Zalgiris ficharon a Mamadou N'Diaye.
Desde el 10 de marzo de 2008 pertenece al CB Granada de la liga ACB.